# Дорога торговцев рыбой
Дорога торговцев рыбой (фр. Chemin des Poissonniers) — старая парижская дорога, ведущая из центра Парижа на север, к побережью Ла-Манша. Также иногда называется «chemin de la marée» («дорога прилива»).

## Название
Дорога получила своё название потому, что по ней рыбаки и торговцы рыбой везли свежевыловленную рыбу на скоростных повозках на рынки Парижа с ближайшего побережья.

## История
Дорога торговцев рыбой существовала уже в 1307 году и долгое время использовалась для перевозки морепродуктов на специальных скоростных повозках под названием «шас-марэ» (фр.) из портов на севере Франции, таких как Дьеп или Булонь-сюр-Мер, на рынки Парижа (фр.). Товары также можно было разгружать в порту Сен-Дени. Дорога сохраняла своё назначение до появления железной дороги около 1850 года..
До сих пор несколько дорог полностью или частично повторяют маршрут Дороги торговцев рыбой. Начиная с севера можно выделить несколько путей:
- Chemin de la Marée, Монлиньон, идущая от Северного моря
- Улица де ла Маре, Сен-Лё-ла-Форе, идущая от Ла-Манша

От Сен-Дени до Парижа:
- Улица Шарль-Мишель, которая начинаясь от станции Сен-Дени (фр.) пролегала до перекрёстка Плейель (фр.), называлась Шемен-де-ла-Море (фр. chemin de la Morée), затем улицей Пуассонье (фр. rue des Poissonniers) с 1800 до 1924 годы.[8]
- Маршрут в том же направлении, на улице Плейель (фр.), в Сен-Дени, до сих пор называется Дорогой торговцев рыбой (фр. chemin des Poissonniers).
- Улица Пуассонье в Сен-Уэне, на границе с железнодорожным депо Ланди в Сен-Дени, где она называется улицей Шемен-де-Фер (фр. rue du Chemin-de-Fer).
- Шемен-де-Пуассонье (фр. Chemin des Poissonniers) на границе Сен-Дени и Сент-Уэна, идущая вдоль парижского кладбища в Сент-Уэне[фр.]. В 1872 году было открыто новое кладбище, и с тех пор этот путь недоступен.
- Рю-дез-Пуассонье в Сент-Уэне, к югу от кладбища, на границе с Сен-Дени и Парижем.
- Порт-де-Пуассонье (фр.), второй вход в Париж.
- Авеню-де-ла-Порте-дез-Пуассоньер (фр.), в Париже
- Рю-дез-Пуассонье (фр.), в Париже
- Улица Фобур Пуасонье́р (фр.)
- Улица Пуассоньер (фр.)

### Между Сент-Уаном и Сен-Дени

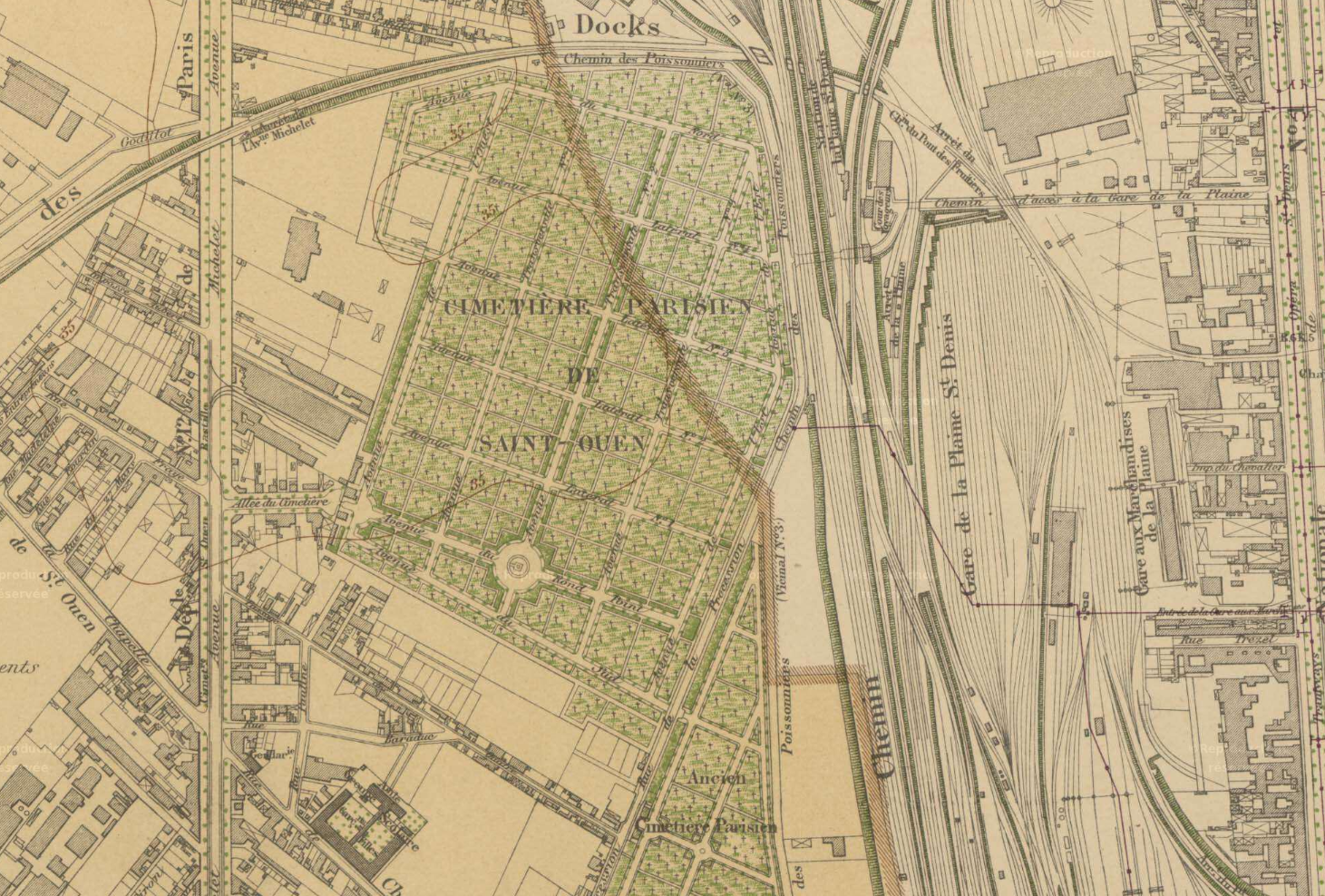
В 1899 году Дорога торговцев рыбой проходила уже вдоль парижского кладбища, которое изменило её маршрут при обустройстве в 1872 году. Исторический маршрут соответствует муниципальной границе того времени, отмеченной коричневым цветом на этой карте.

Дорога торговцев рыбой издавна служила границей между Сент-Уаном и Сен-Дени, между улицей Ланди (фр.) и Порт-де-Пуассонье. Тем не менее, её сентуанская часть в настоящее время в значительной степени непроходима. Несмотря на то, что на обоих концах муниципальной территории Сент-Уан-сюр-Сен есть улицы Пуассонье, соответствующие исторической дороге, они разделены двумя большими земельными участками, — с одной стороны, парижским кладбищем в Сент-Уэн (фр.), а с другой стороны территорией депо SNCF в Ланди (фр.) в Сен-Дени.
Дорога торговцев рыбой была изменена во время устройства кладбища в 1872 году. Позднее муниципальные границы были изменены таким образом, что северо-восточную часть кладбища, некоторое время бывшую в составе Сен-Дени, передали Сент-Уану, и дорога вновь стала играть роль границы между коммунами.
В результате такой перепланировки Дорога торговцев рыбой оказалась зажата между железнодорожными путями и кладбищем. По состоянию на 2018 год эта часть принадлежит Национальной компании французских железных дорог (SNCF). Хотя эти пути в основном использовались для внутреннего проезда в депо, в 1990-х годах была построена инфраструктура для обслуживания поездов TGV, и на путях был построен гараж. Непосредственно на границе этого железнодорожного депо расположена кладбищенская ограда. Таким образом, кроме ликвидации этой железнодорожной инфраструктуры, в нынешней ситуации невозможно обеспечить достаточное расстояние вдоль железнодорожных путей по всему маршруту, чтобы обеспечить повторное открытие пути до Рю дю Ланди, несмотря на желание жителей набережной и местных ассоциаций иметь такое сообщение.
Кроме того, существует подземный переход (закрытый для публики) под железнодорожными путями Северного вокзала, который ведёт к району Ла-Плен — Сен-Дени (фр.), таким образом, соединяя Дорогу торговцев рыбой с улицей Шемен-де-Пти-Калью (фр. chemin des Petits Cailloux, Дорога мелкой гальки). Названный Чёрным мостом, он служил для прохода к старой трамвайной станции Ла-Плен (фр.), расположенной посреди железнодорожных путей, там, где в наши дни построены водонапорные башни.
Что касается парижского кладбища, то альтернативной дорогой могло бы стать использование улицы Адриен-Лезен (фр.). Исторически называвшаяся Chemin de la Procession, она использовалась бенедиктинцами Святого Сердца Монмартра во время процессий в Сен-Дени. Она граничила со старым кладбищем и соединялась с Дорогой торговцев рыбой немного севернее. В настоящее время эта улица служит границей между старым и новым кладбищем, но была присоединена к кладбищу: улица Адриен-Лезен, таким образом, представляет собой тупик у входа на кладбище, что также делает возможным путешествие по этому пути, хотя и до сих пор является участком дороги в кадастре и в городском плане Сент-Уана.. Однако эта альтернатива не решает проблему северного выхода на Chemin des Poissonniers, где мешает уже упомянутая железнодорожная инфраструктура.
Последним препятствием является пересечение с железнодорожной линией доков Сент-Уана (фр.), хотя старые виды с высоты птичьего полёта показывают, что в этом месте до конца 1980-х годов существовал пешеходный переход.